# Elisabetta d'Austria (film)
Elisabetta d'Austria (Elisabeth von Österreich) è un film del 1931 diretto da Adolf Trotz. Una delle numerose ricostruzioni romanzate della vita di Sissi, la bella imperatrice dal tragico destino. Qui, la sovrana è interpretata da Lil Dagover; l'attrice riprenderà il personaggio in un altro film, Amanti imperiali, del 1956.

## Produzione
Il film fu prodotto dalla Gottschalk Tonfilm-Produktions GmbH (Berlin).

### Musica
La colonna sonora fu diretta da Felix Günther, mentre le coreografie del film furono affidate a Jan Trojanswoki.

## Distribuzione
Il film, che uscì nelle sale cinematografiche tedesche il 21 luglio 1931, ebbe una distribuzione regionale: a Berlino, fu distribuito dalla Praesens-Film, a Lipsia dalla Nitzsche AG, a Monaco dalla Union-Film GmbH, a Düsseldorf dalla Gloria Filmverleih AG, ad Amburgo dalla Osvo-Film. Uscì anche negli Stati Uniti attraverso la Tobis Forenfilms, presentato a New York il 10 dicembre 1931. Nel 2010, ne venne pubblicata una versione digitalizzata in DVD nel catalogo della Kinowelt Home Entertainment.